# Александър Иванченков
Александър Сергеевич Иванченков е летец-космонавт на СССР. Два пъти Герой на Съветския съюз.

## Биография
Роден е на 28 септември 1940 г. в гр. Ивантеевка, Московска област. Баща му — Сергей Петрович Иванченков  — загива на фронта на 10 август 1942 г. край Ржев , майка му починала през 1947 г. Израснал в семейството на своята леля Клавдия Петровна Плужникова.
През 1958 г. завършва със златен медал Ивантеевската гимназия № 5. Започва да следва в Московския авиационен институт „С. Орджоникидзе“.
През 1964 г. след завършване на института, е приет в конструкторското бюро на Сергей Корольов, където взема участие в разработката на нови космически апарати.
През 1973 г. е зачислен в отряда на съветските космонавти, където преминава пълния курс по общокосмическа подготовка и подготовка за полети с космическите кораби тип „Союз“.
През май 1973 г. 32-годишния Иванченков е включен в състава на един от екипажите, обучени по съветско-американската програма Аполо-Союз. През декември 1974 г. преминава в състава на резервния екипаж за полета на космическия кораб „Союз 16“. По време на съвместния полет „Аполо“ — „Союз“ през юли 1975 г. влиза в състава на един от резервните екипажи заедно с Юрий Романенко. По-нататък се готви за полети на борда на орбиталните станции тип „Салют“. През октомври и декември 1977 г. и през януари 1978 г. влиза в състава на дублиращия екипаж за полета на космическите кораби „Союз 25“, „Союз 26“ и „Союз 27“.

### Първи полет в космоса (1978)
На 15 юни 1978 г. заедно с Владимир Ковальонок стартира в космоса като бординженер на космическия кораб „Союз 29“. В продължение на почти 140 денонощия работи на борда на орбиталната станция „Салют-6“. Това е най-продължителния космически полет за момента. По време на този полет стават скачвания с космическите кораби „Союз-29“, „Союз 30“, „Союз 31“, автоматическите товарни кораби „Прогрес-2“, „Прогрес-3“, „Прогрес-4“, прекачване на кораба „Союз-31“ на орбиталния научноизследователски комплекс „Салют-6 — Союз“. В съответствие с програмата „Интеркосмос“ на борда на този комплекс били приети два международни екипажа: съветско-полски екипаж в състав летеца-космонавт на СССР Пьотър Климук и първия полски космонавт Мирослав Хермашевски и съветско-немски екипаж в състав Валери Биковски и първия и единствен космонавт на ГДР Зигмунд Йен.
По време на полета Александър Иванченков прави голям комплекс от научни изследвания и експерименти. На 29 юли 1978 г., заедно с Владимир Ковальонок работили в открития космос. Продължителността на престоя извън кораба е 2 часа 5 минути.
Връща се на Земята на 3 ноември 1978 г. на борда на космическия кораб „Союз-31“. Продължителността на престоя в космосе била 139 денонощия 14 часа 47 минути 32 секунди.
На 2 ноември 1978 г. с указ на Президиума на Върховния съвет на СССР А. Иванченков „за мъжество и героизъм, успешно осъществен продължителен космически полет“ са присвоени званията Герой на Съветския съюз и Летец-космонавт на СССР с връчване на ордени Ленин, а също така и медал „Златна звезда“.

### Втори полет в космоса (1982)
Своя втори космически полет Александър Иванченков извършва от 24 юни до 2 юли 1982 г. заедно с Владимир Джанибеков и първия френски космонавт Жан-Лу Кретиен като бординженер на космическия кораб „Союз Т-6“.
Работил на борда на орбиталната станция „Салют-7“ заедно с основния екипаж — Анатолий Березовой и Валентин Лебедев. Продължителността на престоя в космоса била 7 денонощия 21 часа 50 минути 52 секунди. За 2 полета в космоса налетял 147 денонощия 12 часа 38 минути 24 секунди.
На 2 юли 1982 г. Президиумът на Върховния съвет на СССР с указ постановил: „за успешното осъществяване на космическия полет на орбиталния научноизследователски комплекс „Салют-7“ — „Союз“ и проявено при това мъжество и героизъм награждава Героя на Съветския съюз, летеца-космонавт на СССР А. Иванченков с орден „Ленин“ и втори медал „Златна звезда“. В памет на подвига на Героя на Съветския съюз А. Иванченков построили бронзов бюст в родния град на героя“. През 1984 г. в Ивантеевка става откриването на бюста. Александър Иванченков е почетен гражданин на гр. Ивантеевка.
След излизане от отряда на космонавтите продължава работа в конструкторското бюро НПО „Енергия“. Председател е на тенис-клуба на космонавтите.

## Награди
- Двеа медала „Златна звезда“ за Герой на Съветския съюз и два ордена „Ленин“ (Укази на Президиума на Върховния съвет на СССР от 2 ноември 1978 и от 2 юли 1982)
- Звание Герой на ГДР с връчване на златна звезда и Орден „Карл Маркс“ (1978)
- Орден „Грюнвалдски кръст“ – III степен (Полша, 1978)
- Командор на Орден на Почетния легион (Франция, 1982).
- Златен медал „К. Циолковски“ на АН на СССР.